# (38665) 2000 OC52
2000 OC52 (asteroide 38665) é um asteroide da cintura principal. Possui uma excentricidade de 0.23079800 e uma inclinação de 6.16575º.
Este asteroide foi descoberto no dia 31 de julho de 2000 por LINEAR em Socorro.